# Scalable Vector Graphics

Voorbeeld van het verschil tussen een op pixels gebaseerde afbeelding en een vectorafbeelding

Scalable Vector Graphics, afkorting: SVG, is een op XML gebaseerd bestandsformaat voor statische en dynamische vectorafbeeldingen. Het is een open standaard van het W3C.

## Kenmerken
- In 2001 werd SVG een W3C-aanbeveling (W3C recommendation). Het is met Flash te vergelijken, maar is een open bestandsindeling gebaseerd op XML.
- SVG beschrijft afbeeldingen die bestaan uit tekst, vectoren en rasterafbeeldingen.
- SVG heeft de volgende mogelijkheden:
  - interactie met scripttalen via DOM
  - declaratieve animaties via SMIL
  - hyperlinks
  - filtereffecten
  - CSS

## Ondersteuning
Sinds het W3C SVG tot een W3C-standaard heeft gemaakt, zijn er steeds meer programma's die SVG ondersteunen. Enkele daarvan zijn:

### Bewerkingsprogramma's
- Inkscape
- CorelDRAW
- Adobe Illustrator
- Adobe XD
- Affinity Designer

### Webbrowsers
- Amaya
- Opera
- Firefox
- Safari met WebKit
- Chrome met Blink
- Internet Explorer 9 en hoger
- Microsoft Edge

Ook MediaWiki ondersteunt SVG, maar vooralsnog via een speciale constructie: afbeeldingen worden als SVG geüpload, maar als PNG aan de gebruikers getoond.